# Berlin-Märkisches Viertel
Märkisches Viertel is een stadsdeel in het Berlijnse district Reinickendorf. Het stadsdeel telt ongeveer 41.000 inwoners en bestaat uit diverse wooncomplexen met in totaal 17.000 appartementen in gebouwen tot 16 verdiepingen. De gebouwen werden gebouwd in de periode 1964-1974 door de GeSoBau Gesellschaft für sozialen Wohnungsbau, ook wel Gesobau genoemd. Oorspronkelijk was het een deel van Wittenau, maar het werd in 1999 een afzonderlijk stadsdeel. De wijk is gelegen in de Barnim (streek).
Naast het Märkisches Viertel zijn er in Berlijn nog enkele soortgelijke wijken met veel hoogbouw. Dit zijn:
- Gropiusstadt in Neukölln
- Falkenhagener Feld in Spandau
- Grote delen van Marzahn
- Grote delen van Hohenschönhausen
- Grote delen van Hellersdorf

In alle gevallen is het kenmerken dat ze (bijna) aan de rand van de stad liggen.

## Ligging en grootte
Het Märkisches Viertel ligt aan de oostelijke rand van het district Reinickendorf. In het oosten en zuiden grenst de wijk aan het district Pankow en tot 1989 daarmee tegelijk aan de Berlijnse Muur. In het noorden ligt Lübars.
De wijk lijkt vanuit de lucht gezien bijna een cirkel te vorm, maar het noorden en zuiden van de wijk zijn "afgeplat". In noord-zuidrichting heeft de wijk een maximale doorsnede van 2 kilometer, in oost-westrichting heeft de wijk een maximale doorsnede van kilometer. Het geheel beslaat een oppervlakte van 3,2 vierkante kilometer.

## Ontstaansgeschiedenis
Het Märkisches Viertel was het eerste grote nieuwbouwproject in het voormalige West-Berlijn. De eerste ideeën voor een stedenbouwkundige heroriëntatie gaan terug tot in de jaren 50 van de twintigste eeuw. In 1952 werd het eerste bestemmingsplan ontworpen. Rond 1959 werd duidelijk dat het plan ook in sociologisch opzicht haalbaar was. In dit licht nam de overheid begin jaren 60 de planning van het geheel op zich. In 1962 hadden de architecten Hans C. Müller, Georg Heinrichs en Werner Düttmann een stedenbouwkundig concept gereed. In totaal werken meer dan 35 architecten uit binnen- en buitenland mee aan het grootschalige nieuwbouwproject. De kleurstelling van het geheel werd door de Duitse kunstenaar Utz Kampmann gecoördineerd.
In 1964 betrokken de eerste huurders hun woning. De laatste flats kwamen in 1974 gereed. Het grootste deel van de woningen is eigendom van Gesobau.

## Voorzieningen
In het midden van het Märkisches Viertel ligt het grote centrale winkelcentrum Märkisches Zentrum. Oorspronkelijk was de naam van dit winkelcentrum Märkische Zeile, maar dit werd in 2000 gerenoveerd en tegelijk werd de naam veranderd. Dit winkelcentrum is samen met het wijk- en cultuurcentrum Fontane-Haus, het zwembad en de Thomas-Mann-Oberschule gegroepeerd rondom het centrale marktplein. Hiernaast zijn er meerdere kleinere winkelcentra. Scholen en kinderdagverblijven zijn niet in het centrale deel gegroepeerd, maar rondom de rand van de wijk, tussen de diverse flats. Tussen de flats zijn eveneens vele speelplaatsen voor kinderen gerealiseerd.
Naast bovenstaande voorzieningen zijn er diverse andere voorzieningen als religieuze instellingen zoals kerken en bejaardenhuizen.

## Imago
Ondanks de goed doordachte planning van het Märkisches Viertel ontstond er direct na de start van de aanleg van de wijk een slecht imago, tot ver over de grenzen van Berlijn. In de door de Berlijnse overheid uitgegeven reisgids Berlin für junge Leute werd het als volgt verwoord: "Das kam daher, dass in den ersten Jahren nur eine mangelhafte Infrastruktur vorhanden war. Das heißt, es gab zu wenig Geschäfte, Restaurants und Kneipen; zu wenig Schulen, Kindergärten und Spielplätze", ofwel "Het kwam doordat er in de eerste jaren slechts een gebrekkige infrastructuur voorhanden was. Dat betekent, er waren te weinig winkels, restaurants en cafés, te weinig scholen kinderdagverblijven en speelplaatsen". De benodigde infrastructuur liep niet in de pas met de stijging van het aantal inwoners.
Het imagoprobleem werd versterkt door een verandering van inzicht op het gebied van stedenbouw. Aan het einde van de jaren 60 kwamen stedenbouwkundigen steeds meer tot het inzicht dat het renoveren van oude delen in binnensteden beter zou zijn dan deze hoogbouw. Nog tijdens de bouwperiode gold het Märkisches Viertel als een soort dinosauriër onder de stedenbouw en niet langer als trendsettend.
Een andere probleem brachten de nieuwe bewoners logischerwijs zelf met zich mee. De bewoners van het Märkisches Viertel kwamen vaak uit oude delen van de binnenstad en moesten hun oude vertrouwde Kiez achter zich laten. Hierdoor raakten de bewoners ook veel van hun sociale contacten kwijt en ze konden zich met de nieuwe anonieme, koude en onvriendelijke omgeving niet identificeren. Zelfmoord als gevolg hiervan was geen uitzondering. Dit werd ook door de media opgemerkt waardoor het Märkisches Viertel in een nog slechter daglicht kwam te staan. Voor toeristen waren er zelfs georganiseerde excursies naar het Märkisches Viertel, liefst bij slecht weer, waardoor het slechte imago nog verder werd versterkt.
Door het gereedkomen van het geheel, waaronder een volledige en toereikende infrastructuur, werd het slechte imago een halt toegeroepen. Ook werden er veel kleinere verbouwingen gedaan, zoals vriendelijkere entreeportalen van de flats alsmede verbouwingen binnen de appartementen. Uiteindelijk werd ook het centrale Marktplein en haar omgeving gerenoveerd hetgeen ook positief op het imago werkte.
Door al deze renovaties en vernieuwingen ontstond er een omgeving waardoor er ten tijde van het 40-jarig jubileum van het Märkisches Viertel een gemiddelde woonduur was van 17 jaar, en er diverse huurders zijn die vanaf het begin in het Märkisches Viertel zijn blijven wonen. Heden ten dage geldt het Märkisches Viertel dan ook niet meer als sociaal brandpunt en bungelt ze niet meer in de onderste regionen van de Berliner Sozialatlas, in tegenstelling tot bijvoorbeeld de Rollbergsiedlung in Neukölln.

## Modernisering van de energievoorziening
Rond 2008 is de grootste eigenaar van flats in de wijk Gesobau begonnen met het moderniseren van de energievoorzieningen in het Märkisches Viertel. Dit project heeft een investeringsvolume van 440 miljoen Euro en zal tot 2016 duren. Het is daarmee anno 2009 het grootste saneringsproject in de Duitse woningbouw.
Tot de modernisering behoren onder andere maatregelen tot slimmer en efficiënter gebruik van energie en andere milieuvriendelijke maatregelen. Hiervoor worden diverse maatregelen genomen aan bijvoorbeeld de façades van de flats alsmede op de daken van de flats. Hierdoor worden bijvoorbeeld de kosten voor verwarming met meer dan 50% gereduceerd. In het geheel zijn ook nieuwe badkamers met bijvoorbeeld waterbesparende kranen meegenomen. Voor oudere bewoners alsmede voor bijvoorbeeld zwangere vrouwen zijn er speciale maatregelen getroffen waardoor zij tijdelijk een vervangende woonruimte krijgen.

## Groenvoorzieningen
In het concept was vanaf het begin voorzien in talrijke groenvoorzieningen tussen de flats. Heden ten dage zijn dit volwaardige voorzieningen, maar in de beginjaren moest zich dit logischerwijs nog ontwikkelen waardoor het bijdroeg aan het slechte imago.
In het noordelijke deel van het Märkisches Viertel zijn er twee meren, het kleine Mittelfeldbecken en grotere Seggeluchbecken. De beide meren zijn door sloten met elkaar verbonden. Het slotensysteem loopt door het hele noordelijke deel van Märkisches Viertel en was oorspronkelijk bestemd voor afwatering. In het zuidelijk deel van het Märkisches Viertel zorgde de grotere Nordgraben voor de afwatering.

## Verkeer en vervoer

### Openbaar vervoer
Via het S- en U-bahnstation Wittenau aan de westelijke rand van de wijk is het Märkisches Viertel verbonden met het centrum van Berlijn en diverse andere wijken. Binnen het Märkisches Viertel is het openbaar vervoer met bussen geregeld.
Het station Wittenau bestond al voor de aanleg van het Märkisches Viertel. Dit station is gelegen aan de Bahndamm, die tevens de westelijke begrenzing is van de wijk. Om twee redenen was dit station oorspronkelijk niet bestemd voor het Märkisches Viertel. Het station ligt weliswaar op de oost-westas, maar de ingang ligt ongunstig ten opzichte van de wijk. De tweede, en belangrijkere, reden waren de bijzondere politieke verhoudingen in het voormalige West-Berlijn. Ten tijde van de bouw van Märkisches Viertel werd de S-Bahn geëxploiteerd door de voormalige DDR-onderneming Deutsche Reichsbahn. Hierdoor werd de S-Bahn geboycot door de inwoners van het Märkisches Viertel. Pas na overname van de S-Bahn door de Berliner Verkehrsbetriebe in 1984 kwam er verandering in deze situatie. Tevens werd er in 1986 de zuidelijke toegang tot het station in gebruik genomen. Deze toegang ligt veel gunstiger ten opzichte van de wijk.
Reeds de eerste bewoners van het Märkisches Viertel was een aansluiting op de metro beloofd. Vroegere plannen voorzagen in een verbinding vanuit het zuiden met bijvoorbeeld een station aan de Senftenberger Ring. Het geheel kwam echter niet van de grond en door de van het communisme en daarmee de val van de Berlijnse Muur kwam dit in een compleet ander perspectief te staan. Uiteindelijk kwam in 1994 U-Bahnhof Wittenau gereed, gelegen aan de U8.
Aan de oostzijde van het Märkisches Viertel zijn sinds de val van de muur de sporen van Heidekrautbahn toegankelijk. De eigenaar van dit spoor, de Niederbarnimer Eisenbahn AG, heeft een re-activering van de sporen gepland.

### Straten
De centrale oost-westas is de Wilhelmsruher Damm. Andere hoofdwegen zijn de Dannenwalder Weg (ontsluiting van het zuidelijke en noordoostelijke deel), de Finsterwalder Straße) ontsluiting van het noordwesten), de Eichhorster Weg en de Schorfheidestraße (noord-zuidverbindingen).
De straatnamen verklaren de herkomst van de naam van het Märkisches Viertel. De namen staan voor plaatsen in het voormalige Mark Brandenburg. Uitzondering hierop is de Wilhelmsruher Damm, die genoemd is naar het stadsdeel Wilhelmsruh in het district Pankow. Deze straat bestond al voor de bouw van het Märkisches Viertel.

## Sport
MSV Normannia 08 Berlin is de plaatstelijke voetbalclub. De club speelde in 1971/72 één seizoen in de Amateurliga, op dat moment de derde hoogste klasse van West-Duitsland, maar speelde het overgrote deel van zijn bestaan in de anonimiteit. 

## Bekende inwoners
- Mario Hené (1954), songwriter
- Benjamin Köhler (1980), voetballer
- Sido (1980), rapper, evenals verschillende artiesten van zijn Aggro Berlin-platenlabel